# Ämteranfragen
Ämteranfragen oder Ämterbefragungen waren im Ancien Régime in der Schweiz Meinungsumfragen, die von den städtischen Obrigkeiten des 15. bis 18. Jahrhunderts fallweise durchgeführt wurden. Der Begriff wurde von der Geschichtswissenschaft entwickelt. Der 1869 entstandene Begriff der Volksanfragen wird kaum mehr gebraucht, weil er suggeriert, dass die Ämteranfragen eine Vorstufe des modernen Referendums gewesen seien.

## Bedeutung
Der an den Landsgemeinden der Länderorte gepflegte Meinungsaustausch war im späten Mittelalter auch zwischen städtischen Obrigkeiten und ihren Untertanen üblich. Aus verschiedenen Kommunikationsformen wie z. B. dem Fürtrag ― der Vorladung von Vertretern der Landschaft vor den Rat zur Mitteilung wichtiger Beschlüsse ― entwickelte sich ab den 1430er Jahren eine das ganze Territorium umfassende Untertanenbefragung.
Anlass zu Ämteranfragen gaben v. a. drohende Krisen (Kriege, Teuerung usw.) und bevorstehende Bündnisabschlüsse. Indem städtische Obrigkeiten ihre Untertanen zu Aussen- und Innenpolitik, zu Krieg, Bündnissen, Pensionen, Reislaufen sowie Steuern um ihre Meinung befragten, beteiligten sie diese an den Regierungsentscheiden. Die Ämteranfragen halfen Konflikte mit der Landschaft zu verhindern und unpopuläre Entscheide zu legitimieren. Sie dienten der Obrigkeit dazu, ihre Absicht darzustellen und um Konsens und Loyalität der Untertanen zu werben. Die Antworten waren für die Obrigkeit nicht bindend.
Ämteranfragen, in denen die Untertanen zu politischen Sachthemen Stellung nehmen konnten, gab es in Bern und Zürich. Luzern kannte eine beschränkte Form von sachgerichteten Ämteranfragen, mit denen sich der Rat über Zustände auf der Landschaft informierte. Um 1500 war diese Form der Untertanenrepräsentation ebenso in süddeutschen Territorien verbreitet.

## Arten
Es gab drei Arten der Ämteranfragen:
- Anfänglich berief die Obrigkeit bevollmächtigte Vertreter der Ämter, Landgerichte, Landstädte oder Landgemeinden zu Diskussion und Beratung hängiger Fragen in die Hauptstadt vor den Rat.
- Später (in Bern ab 1471, in Zürich ab 1490) entsandte sie Ratsherren mit schriftlicher Instruktion auf das Land, die den versammelten Gemeinden Fragen zur Beratung vortrugen und deren Antwort schriftlich zurückbrachten.
- Ab den 1510er Jahren erfolgten Ämteranfragen zunehmend schriftlich: Die Vögte überbrachten den versammelten Gemeinden die zugesandten Fragen zur Beratung und schickten die Antwort an den Rat.

Zu Landtagen wurde in der Regel die männliche Bevölkerung ab 14 Jahren aufgeboten. Die Antworten, Mehrheitsentscheide durch Handmehr, verraten den Einfluss der politisch und ökonomisch führenden bäuerlichen und landstädtischen Schichten.

## Entwicklung
Ab den 1480er und 1490er Jahren wurden die Untertanengebiete fast regelmässig angefragt, allgemein gehäuft in Krisenzeiten. Dies geschah u. a. 1435–1450 (Alter Zürichkrieg), 1499–1516 (Mailänderkriege) und 1523–1532 (Bauernrevolten, Reformation).
Häufige Ämteranfragen, sechs bis sieben pro Jahr in Bern 1516–1522, machten die Landbevölkerung mit der obrigkeitlichen Politik vertraut und darin geübt, sich zu politischen Fragen zu äussern. Grundsätzlich gingen Ämteranfragen von der Obrigkeit aus, doch fanden bei ländlichen Unruhen (1513, 1515–1516, 1523–1525) Versammlungen auch unerlaubt statt und wurden der Obrigkeit Beschwerden ungefragt eingereicht. In der 1536 eroberten Waadt führte Bern keine Ämteranfragen durch, da die sporadisch zusammentretende Ständeversammlung (Etats de Vaud) bis ins 1. Viertel des 18. Jahrhunderts konsultative Funktion ausübte.
Die Ämteranfragen galten nicht als Volksrecht, sondern als vom Rat gewährte Gunst. Trotz der von den Untertanen erstrebten und zum Teil erlangten Institutionalisierung der Ämteranfragen (u. a. 1513 im Könizer Aufstand) wurden diese vom 16. Jahrhundert an immer seltener und unterblieben im 18. Jahrhundert fast ganz. Die letzte Ämteranfrage erfolgte in Bern im Jahr 1712. Am 17. Januar 1798 lancierte die alte Regierung von Zürich die letzte Befragung der Landschaft; Inhalt, Ablauf und Absicht dieser Befragung entsprachen in etwa jener von 1653 (die Reaktionen in den verschiedenen Regionen fielen jedoch sehr unterschiedlich aus). Die Einstellung der Ämteranfragen weist auf die nunmehr erstarkte Landesherrschaft der grossen Städteorte im Ancien Régime hin.

## Zürcher Volksbefragungen
Exemplarisch zeigt dies das nachstehende chronologische Verzeichnis der Zürcher Volksbefragungen seit der Reformation:
- 1521 – Volksanfrage durch Botschafter des Rates über das französische Bündnis.

- 1524 – Juni. Volksanfrage durch die Vögte beim Konflikt mit den fünf Orten nach der ‹Bilderbeseitigung›.

- 1524 – November. Befragung der Gemeinden in den verschiedenen Landesgegenden durch Ratsboten wegen des drohenden Krieges nach dem Ittinger- und Waldshuterhandel.

- 1525 – Befragung der Leute am See, im Freiamt und der Gemeinde Höngg, aus Anlass der Bauernunruhen (partielle Anfrage).

- 1526 – Volksanfrage durch die Vögte wegen Spannungen nach der Disputation in Baden.

- 1529 – März. Vorschlag einer Volksanfrage verworfen.

- 1529 – November. Verhandlung über ‹Sittenzucht› mit Ausschüssen aus den Gemeinden, die in die Stadt berufen wurden.

- 1531 – Dezember bis Februar 1532. Verkommnis[3] zwischen Stadt und Land (später ‹Kappeler Brief› genannt).[4]

- 1532 – Juni. Volksanfrage wegen Spannungen nach dem Lunkhofer Handel.

- 1533 – März und Mai. Berichterstattungen durch Botschafter bei der Entzweiung mit den katholischen Orten wegen eines Ausdrucks über die Messe.

- 1540 – Anzeige über den Rottweilerkrieg.

- 1546 – Anfrage durch Vögte und Abgeordnete wegen der durch den Schmalkaldischen Krieg verursachten Spannung.

- 1549 – Anfrage durch Ratsboten über das französische Bündnis (mit Heinrich II.).

- 1555 – Anfrage durch Boten im Zusammenhang mit dem sogenannten ‹Locarner Geschäft›.[5]

- 1584 – Anfrage durch Ratsboten wegen des Bündnisses mit Genf.

- 1588 – Bericht über das Bündnis mit Strassburg.

- 1607 – Anfrage an die Zünfte wegen der Bündner Wirren.

- 1613 – Anfrage an die Zünfte wegen des französischen Bündnisses.

- 1642 – Vortrag der Vögte vor den Ausschüssen der Gemeinden auf der Landschaft, betreffend die Stadtbefestigung.

- 1646 – Vertrauliche Mitteilungen zum Wädenswiler Handel.

- 1651 – Bericht an Konstaffel und Zünfte wegen eidgenössischer Religionsstreitigkeiten.

- 1653 – Entgegennahme von Wünschen der Gemeindeausschüsse in der Landschaft zu Beginn des grossen Bauernkrieges.

- 1656 – Anzeige Badener Frieden an Bürger und Landleute.

- 1658 – Bericht an Konstaffel und Zünfte wegen des französischen Bündnisses.

- 1663 – Bericht an Konstaffel und Zünfte wegen des französischen Bündnisses.

- 1664 – Vortrag vor den Zünften im Zusammenhang mit dem Wigoltinger Handel.

- 1798 – Januar. Letzte Befragung der Landschaft durch die alte Regierung.